# ایلیان ندکوف
ایلیان ندکوف (بلغاری: Илиян Недков؛ زادهٔ ۱۸ مارس ۱۹۵۸) جودوکار اهل بلغارستان بود.